# Veias tireoídeas inferiores
As veias tireóideas inferiores são veias do tórax.